# Claus Stauder
Claus Stauder (* 16. März 1938 in Essen; † 29. Juni 2024) war ein deutscher Unternehmer und Sportfunktionär. Von 1985 bis 1999 war er Präsident des Deutschen Tennis Bundes.

## Werdegang

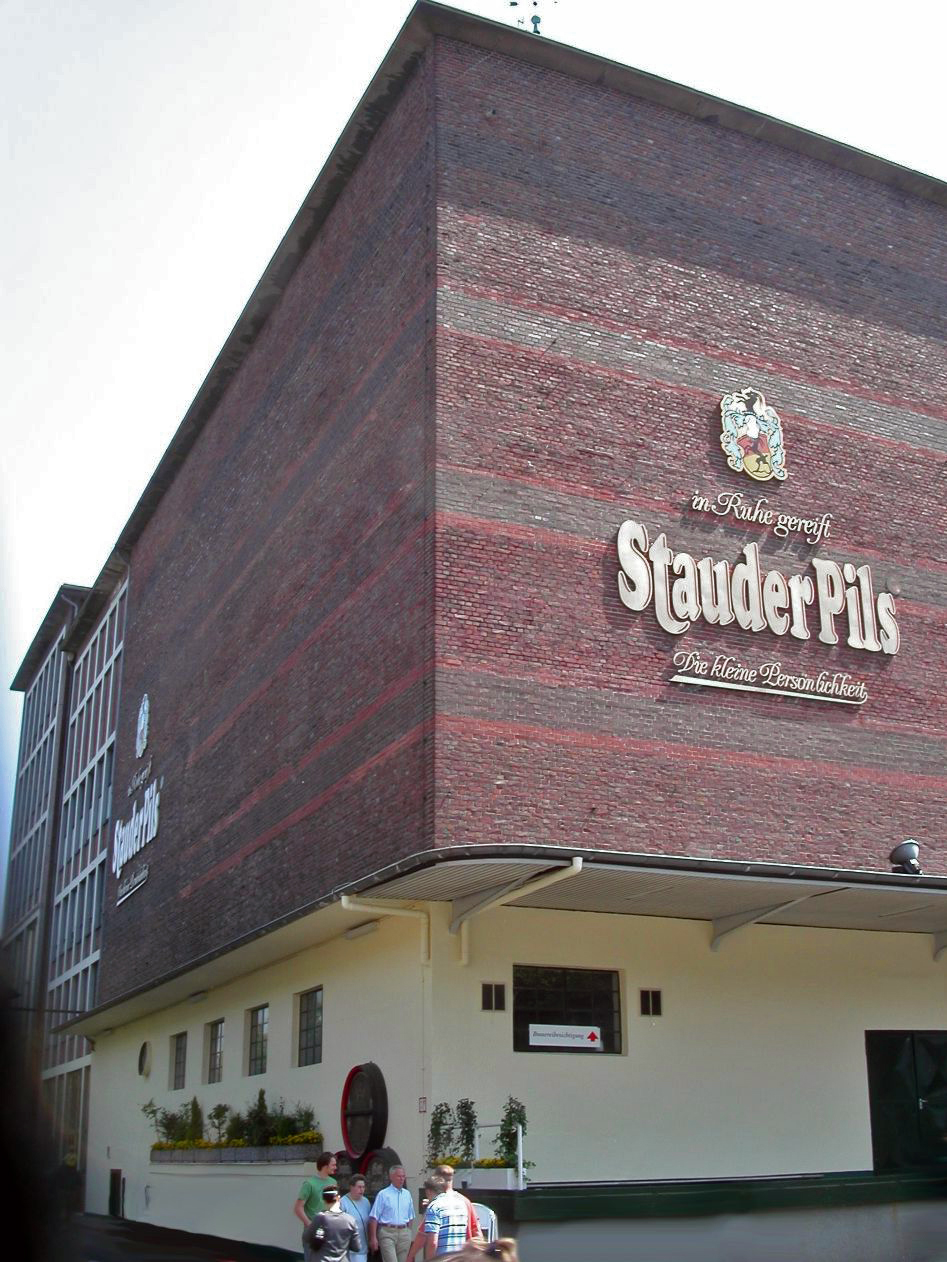
Hauptgebäude der Brauerei in Essen-Altenessen

Claus Stauder war Sohn des Brauereiunternehmers und promovierten Juristen Hans-Jacob Stauder. Nach seinem ebenfalls mit Promotion abgeschlossenen Jurastudium war Claus Stauder für verschiedene Unternehmen tätig, bevor er in das Familienunternehmen zurückkehrte. 1967 übernahmen Rolf Stauder als Braumeister und Claus Stauder als Verkaufsleiter die Geschäftsführung der Privatbrauerei Jacob Stauder. Die Brüder Rolf und Claus Stauder waren damit die fünfte Generation an der Unternehmensspitze. 2005 übernahmen Rolfs Sohn Axel und Claus’ Sohn Thomas die Geschäftsleitung. Seniorchef Claus Stauder zog sich damit aus dem Tagesgeschäft zurück, sein Bruder Rolf war im Oktober 2004 verstorben.
Neben seiner beruflichen Laufbahn war Claus Stauder aktiver Tennisspieler bei ETuF Essen. Er war viele Jahre Vorstandsmitglied seines Vereins. Daneben wirkte er im Vorstand des Tennisverbands Niederrhein und war der für Sport zuständige Vizepräsident des Deutschen Tennis Bundes. 1985 übernahm Stauder als Nachfolger von Walther Rosenthal das Amt des Präsidenten des Deutschen Tennis-Bundes. Stauder führte den Verband während des von Boris Becker und Steffi Graf verursachten Tennisbooms mit steigenden Mitgliederzahlen und großer Präsenz in den Medien. Neben seiner Tätigkeit im Tennisbund war Stauder persönliches Mitglied im Nationalen Olympischen Komitee. 1999 übergab Stauder die Präsidentschaft an Karl Weber. Claus Stauder war Ehrenpräsident des Deutschen Tennis-Bundes.
Während seines Studiums in Freiburg wurde Claus Stauder Mitglied der KDStV Ripuaria Freiburg im Breisgau.

## Film
- Traute Bonnichsen: Dynastien in NRW – Die Pilsbrauer aus Essen: Familie Stauder. Westdeutscher Rundfunk 2012